# Cabanès (Tarn)
Cabanès è un comune francese di 208 abitanti situato nel dipartimento del Tarn nella regione dell'Occitania.

## Società

### Evoluzione demografica
Abitanti censiti